# Nizar Issaoui
Nizar Issaoui (en idioma árabe نزار العيساوي) (Haffouz, 30 de septiembre de 1987-Ben Arous, 13 de abril de 2023) fue un futbolista tunecino que jugó en la posición de delantero.

## Carrera deportiva
Nizar Issaoui nació en Túnez el 30 de septiembre de 1987. A lo largo de su carrera, jugó para Union Sportive Monastirienne, EGS Gafsa, La Palme Sportive Tozeur y Espoir Sportif Haffouz, entre otros.

## Muerte y revuelta
El 10 de abril de 2023, Nizar Issaoui fue acusado de terrorismo cuando se presentó en una comisaría para demandar a un vendedor de frutas que ofrecía los plátanos a más del doble del precio fijado por el gobierno, lo cual motivó su decisión de suicidarse prendiéndose fuego. Antes de eso, publicó un vídeo en Facebook donde explicaba los motivos al considerar haber sido injustamente acusado.

«Quería llamar la atención de la policía sobre la violación de un comerciante, que vendía plátanos a diez dinares el kilogramo. Pero me castigaron, me acusaron de terrorismo y me involucraron en un caso en el que yo no tenía nada que ver».

El futbolista fue trasladado al hospital Aghlabiti de Cairuán para luego ser derivado al centro de quemados de Ben Arous, donde falleció el 13 de abril de 2023 a los 35 años.
Cientos de manifestantes se agolparon frente a la casa de Nizar Issaoui en Haffouz, a la espera de la llegada del féretro al grito de «con nuestra sangre y nuestra alma nos sacrificamos por ti, Nizar». Manifestantes y policías se enfrentaron hasta que fueron dispersados con gases lacrimógenos.